# عسلة يابانية
العسلة اليابانية أو الياسمين العرائلي أو الياسمين العراقي أو شبر فايد ، (الاسم العلمي: Lonicera japonica) نبات زينة متسلق، موطنه اليابان وينتشر في المشرق العربي. ينتمي النبات إلى جنس العسلة من الفصيلة الخمانية.

## الوصف النباتي
نبات معمر ومتسلق ودائم الخضرة بالتفاف الأفرع ويرتفع حتى 6 أمتار.
الورقة جميلة نادرا ما تتساقط، بيضوية الشكل متقابلة متصالبة مغطاة بأوبار على سطحها السفلي. النبات سريع النمو يزهر في الربيع والصيف وموسم أزهاره طويل قد يمتد إلى موسم الخريف. زهرته أنبوبية الشكل بيضاء سمنية تتحول إلى الأصفر وتتدلى ولها رائحة عطرية زكية وشديدة. للزهرة خمس بتلات متصلة عند قاعدتها ومنفصلة عند القمة، ولها خمسة مئابر. يتكاثر النبات بالعقل وبالترقيد وبالخلفات وتنصح زراعته في المناطق المعرضة للشمس.
يزرع عادة قرب الأسوار والأسيجة.

## معرض صور

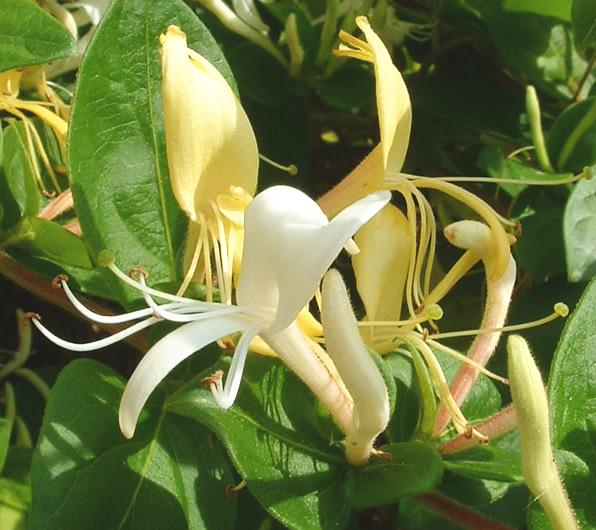
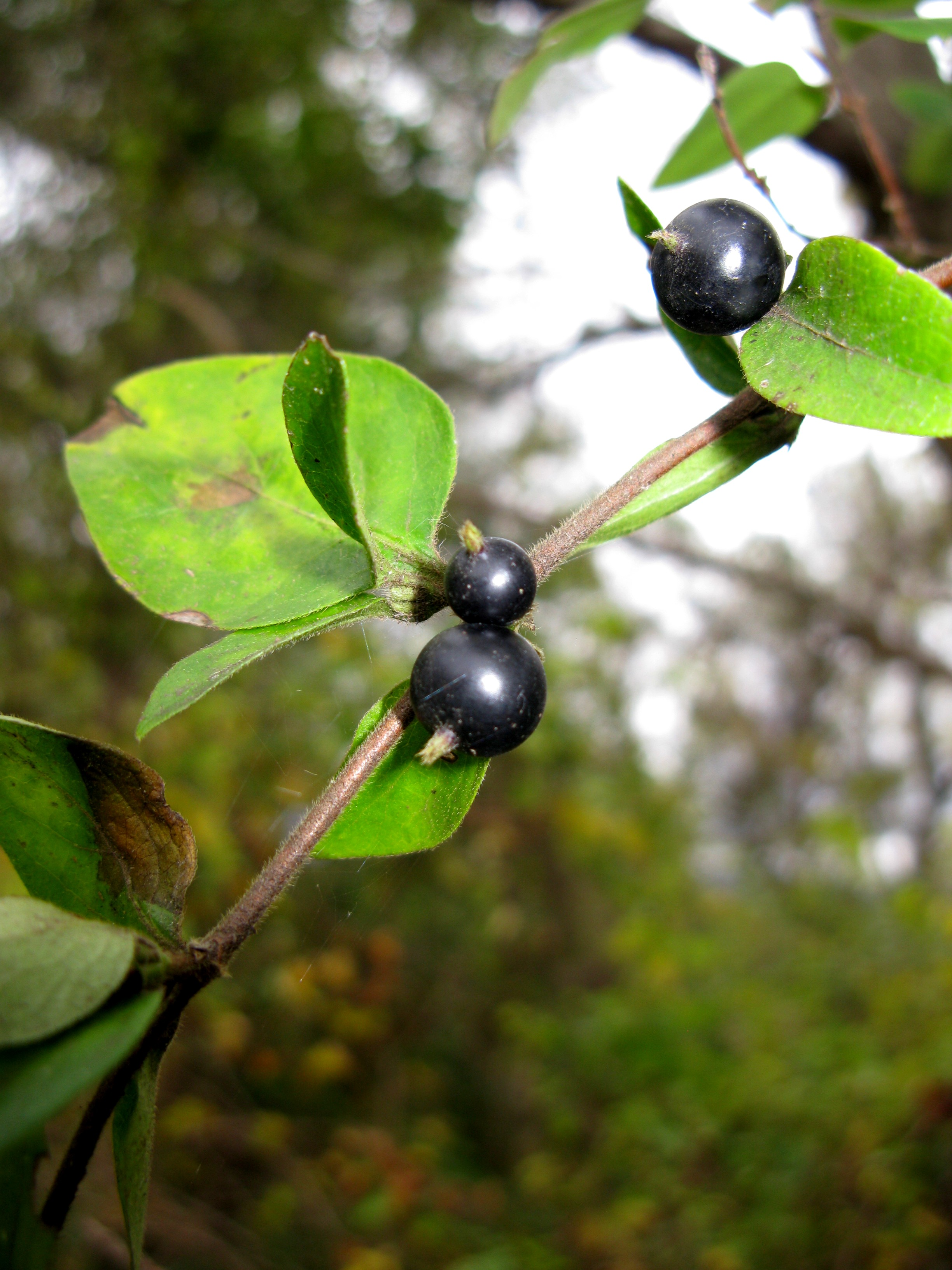
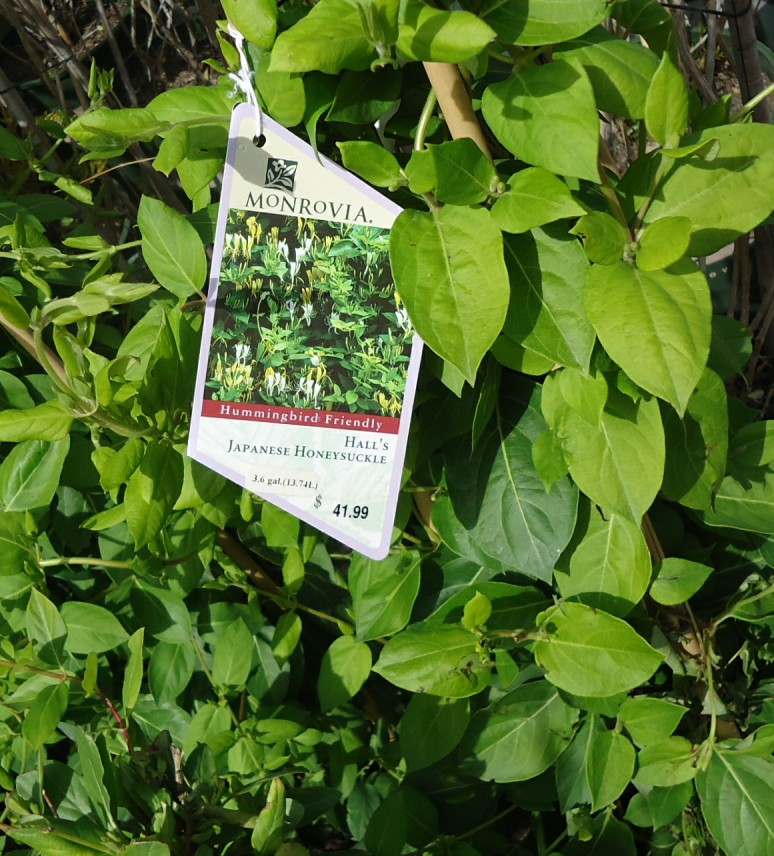